# Lac d'Oroville
Le lac d'Oroville est un lac de barrage des États-Unis situé dans le comté de Butte, en Californie. Il existe depuis la mise en service du barrage d'Oroville en 1968. Il fait partie du Complexe Oroville–Thermalito.

## Source de la traduction
- (en) Cet article est partiellement ou en totalité issu de l’article de Wikipédia en anglais intitulé « Lake Oroville » (voir la liste des auteurs).